# Paul Mirguet
Pour les articles homonymes, voir Mirguet.
Paul Mirguet, né le 12 décembre 1911 à Failly et mort le 22 mai 2001 à Metz en France, est un homme politique français.

## Biographie
Paul Mirguet naît le 12 décembre 1911 à Failly, petit village près de Metz. Ses parents sont paysans. Avant la Seconde Guerre mondiale il travaille dans le commerce de la viande[réf. nécessaire].

### Seconde Guerre mondiale
Lors de la bataille de France, il est mobilisé à bord d'un dragueur de mines. Après l'armistice, il retourne en Moselle avant d'être expulsé avec les autres habitants du village de Failly en novembre 1940.
Il arrive dans la région du Blanc en 1941 pour des raisons professionnelles. Paul Mirguet y organise un mouvement de Résistance en 1942 sous le pseudonyme « Surcouf » et intègre l'Armée secrète en 1943. Il entre dans la clandestinité à la fin de cette année. Il dirige la section du département de l'Indre de l'Armée secrète après l'arrestation du capitaine René « Carpi » Antoine le 28 avril 1944,.
Il rencontre Pierrette Marx, d'origine juive, qu'il épouse. Elle aussi doit se cacher. Ils ont deux enfants, Jean-Charles et Marie-Christine.
Après la Libération, il est chargé de la logistique pour réapprovisionner la population. Ensuite, il quitte l'administration pour travailler à nouveau dans le commerce de la viande[réf. nécessaire].

### Vie politique
En 1947, Paul Mirguet est élu conseiller municipal à la mairie de Metz sur la liste du Rassemblement du peuple français.
En 1957, il est lauréat, avec le projet « Sully », d'un concours pour la rénovation des abattoirs de la Villette.
Élu de l'Union pour la nouvelle République, il est député de la Moselle pendant la Ire législature de la Cinquième République française du 20 novembre 1958 au 9 octobre 1962.
Paul Mirguet est connu pour être à l'origine de l'amendement Mirguet, voté le 18 juillet 1960, un texte visant à prendre « toutes mesures propres à lutter contre l'homosexualité », classée comme « fléau social », et votée dans le cadre d'une loi autorisant le gouvernement à légiférer par ordonnance contre l'alcoolisme et le proxénétisme. Cet amendement doublait la peine minimum pour outrage public à la pudeur quand il s’agissait de rapports homosexuels. Cette disposition a été supprimée en 1980 sur proposition du gouvernement Raymond Barre.
Il meurt le 22 mai 2001 à Metz.